# AMOS
AMOS（Advanced Mortar System、先進迫撃砲システム）は、フィンランドのパトリアとスウェーデンのBAEヘグルントが協同で開発、提案している迫撃砲システムである。

## 概要
口径120mmの滑腔砲を採用した後装式の迫撃砲を二連装にした砲塔に弾倉、装填装置、射撃管制装置などを組み込み、これを装輪または装軌車両に車載して運用するというものである。
最大発射速度は毎分16発であり、この数字は、通常の迫撃砲の発射速度の毎分数発と比較してかなり多い。これは、二連装の砲身と装填装置による設計上の主眼で、迫撃砲に期待される、短時間に一定地域に対して多数の砲弾を投射する効力射撃の効果を高めている。
射角は、仰角+85度、俯角-3度である。主に曲射弾道を描く迫撃砲としての運用を想定しているにも拘らず、戦車砲のような直接照準射撃も可能であることが特徴である。これは、市街戦を想定して搭載された機能である。
試作当初は砲身が剥き出しのままであったが、制式採用に向け放射赤外線量の低減とステルス対策のために角張った砲身カバーが付くようになった。

## 搭載例
現在AMOSを搭載した車両は二種類提案されている。パトリアが開発したパトリアAMV（Armoured Module Vehicle）装輪装甲車および、2002年に発表されたヘグルントの装軌車CV 90に搭載されたものである。AMV搭載型はフィンランドが制式採用を決定し、2003年に24両を発注し2006年3月に試作型2両が運用開始。CV 90搭載型は、2006年7月にスウェーデンが採用を決定し2011年より配備開始予定であるほか、現在サウジアラビアが採用試験を実施中、ポーランドおよびノルウェーも関心を示している。
AMOSを舟艇に搭載する計画も、スウェーデン海軍によって進められている。航行する舟艇からの迫撃砲による支援は、沿岸部における新たな戦術を拓くのではないかと期待されている。また、AMOSを単装にし、全周旋回および遠隔操作による無人運用とした迫撃砲システムがNEMO（New Efficient Mortar System）として開発された。このシステムは、従来の沿岸警備艇や揚陸艇に搭載されていた機関銃や自動擲弾銃に代わるものである。